# Pilar Pujadas
Pour les articles homonymes, voir Pujadas.
Pilar Pujadas, née le 13 novembre 1960 à Barcelone (Espagne), est une écrivaine et scénariste de bande dessinée espagnole.

## Biographie
Pilar Pujadas naît le 13 novembre 1960 à Barcelone. Elle quitte la ville à l’âge de 18 ans. Après quelques années passées en France, où elle suit des études de communication à l’Académie des beaux-arts de Metz, elle s’installe à Bruxelles et étudie la publicité à l'Institut Saint-Luc de Bruxelles. Elle travaille dans différents domaines. L’envie d’écrire se pointe et elle publie Soit dit entre nous, j'aime trop l'amour illustré par Mélanie Rutten dans la collection « Escales des lettres » aux éditions Le Castor astral en 2014. Elle livre ensuite plusieurs publications (romans et nouvelles) dont Cœur Croisé, publié aux Éditions du Mercure de France en 2016. En 2020, son ami Luc Peiffer lui propose une idée d'histoire de bande dessinée. Celle-ci écrit le scénario complet et les dialogues de Un Amour suspendu. L'album est édité aux Éditions Kennes et sort le 8 mars 2023,.

### Vie privée
Elle demeure à Bruxelles depuis de nombreuses années.

## Œuvre

### Littérature
- Soit dit entre nous, j'aime trop l'amour  (ill. Mélanie Rutten), Bègles, Le Castor astral, coll. « Escales des lettres », 2014, 91 p. (ISBN 9782859209780)
- Cœur croisé[5] (roman), Paris, Mercure de France, 2016, 131 p. (ISBN 9782715243392)
- Je t'écris de Barcelone (roman), Quaregnon, Poussière de lune, 2020, 200 p. (ISBN 9782930884417)
- Des larmes pour Vicky (nouvelle), Bruxelles, Éditions Lamiroy, coll. « Opuscule » (no 170), 8 novembre 2021, 37 p. (ISBN 978-2-87595-420-6)

### Albums de bande dessinée

#### Un amour suspendu
- Un amour suspendu[6],[7],[8], Kennes Éditions, Gerpinnes, 8 mars 2023
Scénario : Pilar Pujadas - Dessin et couleurs : Luc Peiffer -  (ISBN 978-2-380-75889-4)

#### Articles
- Pilar Pujadas (interviewée par Michaël Degré), « Un amour suspendu [Critique et interview] - L’amour pour hypothèse », L'Avenir,‎ 22 novembre 2023 (lire en ligne, consulté le 21 décembre 2024).

### Émissions de télévision
- De l'amour sous toutes ses formes, émission Sous couverture sur Auvio , présentée par Thierry Bellefroid, participants Adeline Dieudonné, Grégoire Delacourt (9 min 33 s), 4 avril 2023.

### Vidéographie
- [vidéo] « Derrière la palette ... Pilar Pujadas et Luc Peiffer », sur YouTube, 21 mars 2023